# Domus ecclesiae
Una domus ecclesiae (término latino que significa "casa de la asamblea" o "casa de la iglesia"), en la Iglesia primitiva, era un edificio privado adaptado a las necesidades del culto, donde los primeros cristianos se reunían para practicar el culto sin ser descubiertos, antes del edicto de Milán de Constantino en el año 313. 
En esta época, entre los siglos II a IV, todavía no se había impuesto el modelo basilical. La asamblea independiente de los cristianos que se reunían en estas viviendas, usualmente en los triclinios, se describe con el término de iglesia doméstica.

## Historia
El uso de viviendas como locales de culto está ya documentado en una carta de Pablo de Tarso como una casa de la familia de Narciso, o una casa de Priscila y Aquila en el Aventino (donde la actual iglesia de Santa Prisca).
Durante el siglo III, las domus ecclesiae eran la principal forma de organización de la naciente Iglesia cristiana. Algunas de las domus ecclesiae habían sido donadas a la Iglesia por los propietarios y se convirtieron en las llamadas tituli. En el siglo IV Roma contaba con veinticinco, a las que probablemente se unieron muchas otras iglesias domésticas privadas.
Los lugares de culto cristianos no se distinguían arquitectónicamente de los edificios residenciales normales, aunque es posible que incluso antes del 312 habrían sido construidos especialmente para los ritos (y no para las reuniones de los fieles).
Tanto las domus ecclesiae como los tituli generalmente conservaban el nombre (titulus) del propietario del edificio original que se acostumbraba grabar encima de la entrada, y se mantuvieron incluso después de la construcción de iglesias propiamente dichas en períodos posteriores: por ejemplo, titulus Clementis , originalmente propiedad de un tal Clemens, que posteriormente se convirtió en el Ecclesiae Clementis, o "iglesia de Clemente", y que se convertiría en la actual basílica de San Clemente.
La identificación como lugares de culto en casas privadas han sido descubiertos a menudo en iglesias construidas en el mismo lugar mucho tiempo después como en la basílica de San Juan y San Pablo o titulus Pammachii; basílica de Santa Cecilia en Trastevere o titulus Caeciliae; basílica de San Martino ai Monti o titulus Equitii. Sin embargo, es difícil separar las características arquitectónicas específicas de su decoración del existente en los repertorios paganos. Es posible, sin embargo, que hubiesen adquirido un nuevo significado simbólico en un sentido cristiano.
A partir del siglo IV, el término domus ecclesiae pasa a denominar al complejo de edificios instalados en las proximidades de las catedrales para vivienda y lugar de trabajo del clero y los obispos. Por motivos fundamentalmente prácticos, fueron sustituidas por basílicas donde pudieran reunirse un número mayor de fieles y construidas especialmente para el culto. Pero hasta al menos, el siglo VI, coexistieron los dos modelos.

## Dura Europos

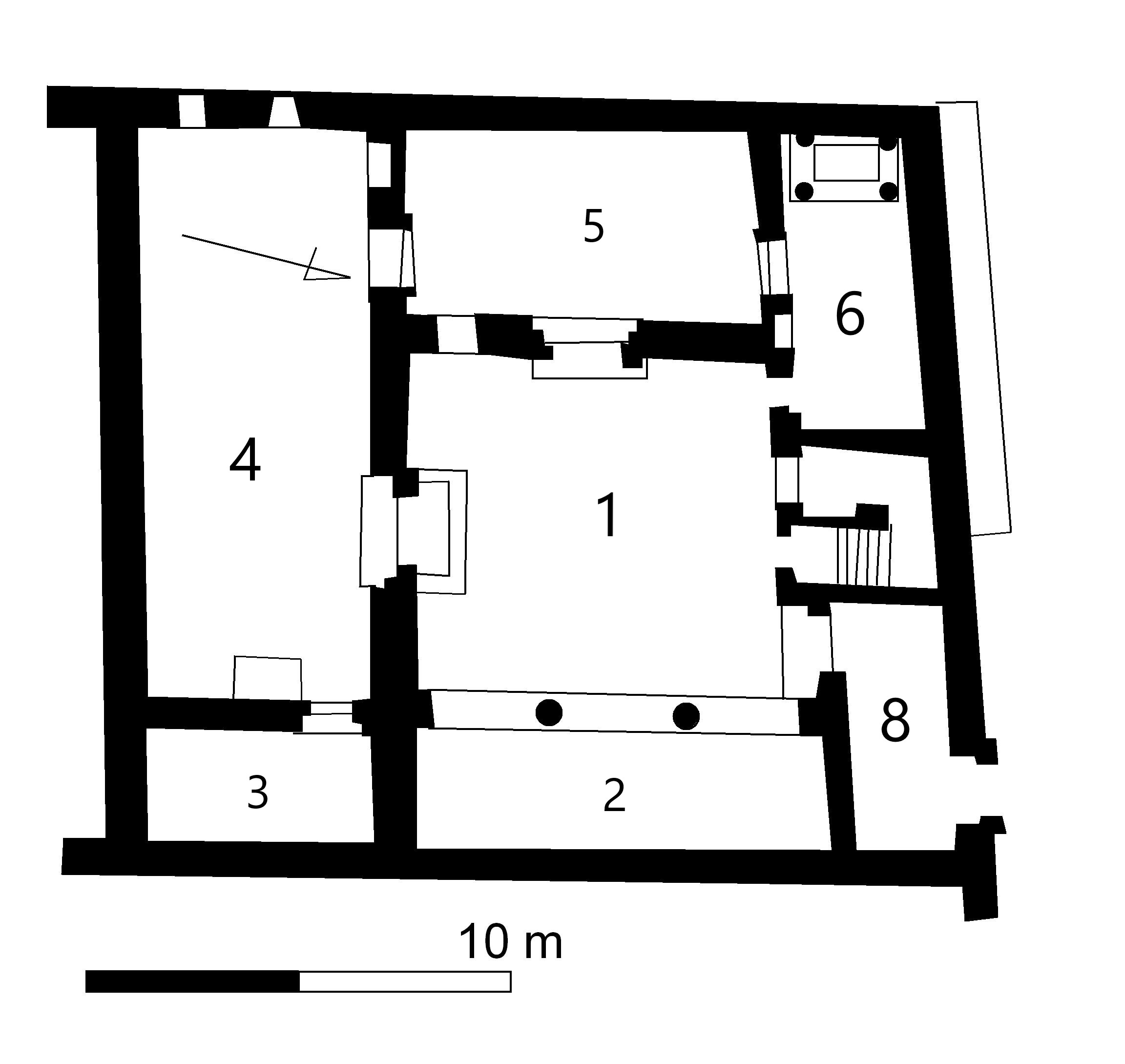
Domus ecclesiae en Dura Europos.

Las domus ecclesiae se encuentran principalmente en la parte oriental del Imperio romano. Una de las más antiguas conocidas se encuentra en la ciudad de Dura Europos, en su momento, ciudad fronteriza, hoy en la actual Siria.
Entre sus edificios excavados se encontró uno que había sido utilizado como iglesia. Datada en el año 232 gracias a un grafiti existente, existía además una sala dedicada a baptisterio y tenía una decoración
basada en escenas bíblicas del Antiguo y Nuevo Testamento, como el Buen Pastor, Adán y Eva o Cristo caminando sobre el agua.